# Восток 24
Восток 24 — российский региональный телеканал, начавший вещание в 2018 году. Основной телеканал Дальнего Востока. Базируется на 22-й кнопке всех операторов Приморского края.
Контент телеканала рассчитан на людей с активной жизненной позицией, интересующихся региональным форматом. Канал обеспечивает жителей ДФО важной, интересной и нужной информацией обо всех аспектах жизни на Дальнем Востоке, повышает привлекательность федерального округа среди жителей центральных регионов страны, поднимает статус Дальнего Востока в целом в стране.

## История
1 июня 2018 года телеканал начал своё вещание.
6 июня 2018 года телеканал стал доступен в интерактивном ТВ «Ростелеком».
3 сентября 2018 года телеканал стал доступен на интернет-портале «Яндекс. Эфир» (до 1 сентября 2021 г.).
1 июня 2019 года телеканал отметил год в эфире.
27 января 2021 года телеканал получил статус муниципального обязательного общедоступного телеканала для Владивостока, что дало право на «22-ю кнопку» в кабельных сетях города.

## Вещание

### Кабельное
- Redcom (Хабаровский край, Приморский край)
- Подряд (Приморский край)
- Альянстелеком (Приморский край)
- Владлинк (Приморский край)
- Зелёная Точка (Приморский край)

### Цифровое
- Ростелеком (Сахалинская область, Магаданская область, Амурская область, Чукотский АО, Еврейская АО, Камчатский край, Хабаровский край, Приморский край, Республика Саха — Якутия)

### Интернет
- Яндекс. Эфир (до 1 сентября 2021 г.)

## Передачи

### Актуальные
- Вести Региона
- Вести — Приморье. События недели
- Вести. Дальний Восток
- Восток 24. Наши вести
- Дальний Восток в цифрах
- Интервью
- Азия за неделю
- Погода в городах ДВ
- Хроники ДВ
- Энциклопедия ДВ
- Спецрепортаж
- Документальный фильм

### Архивные
- Алые погоны
- Пульс. Головные боли
- В объективе дети. Праздничный концерт
- Владивосток, я люблю тебя
- Дальневосточное настроение
- Дальний Восток музыкальный. Музклипы
- Как Россия отстояла Камчатку
- Концерт группы «Мумий тролль»